# Guardia nazionale ambientale
La Guardia nazionale ambientale (GNA) (in rumeno: Garda Națională de Mediu (GNM)) è un'agenzia governativa della Romania, subordinata al Ministero dell'ambiente e dei cambiamenti climatici. Le funzioni attribuite alla GNA riguardano l'attività di controllo ad impatto sull'ambiente, e l'applicazione delle sanzioni previste dalla legge in materia di tutela ambientale.
Nel luglio 2009, La GNA aveva un personale di 540 funzionari tra cui 18 commissari presso le sedi di Bucarest.

## Leadership
La struttura di comando è il Commissario generale della Guardia nazionale ambientale.
- Constantin Silinescu: marzo 23 aprile 2005
- Silvian Ionescu: aprile 2005 - aprile 2007[4][5]
- Marius Octavian Popa: 2007 - 5 giugno 2008[6][7]
- Gheorghe Constantin Rusu: 5 giugno 2008 - 26 gennaio 2009[4][6]
- Silvian Ionescu: 26 gennaio 2009 - maggio 2012
- Ovidiu Constantin Daescu: giugno 2012 al 20 maggio 2013
- Florin Diaconu: 20 maggio 2013 - presente